# Dzong Jakar
El dzong de Jakar es una fortaleza-monasterio budista y dzong en la ciudad de Jakar, distrito de Bumthang, en el centro de Bután. Fundado en el siglo XVI, se encuentra en una cresta sobre la ciudad en el valle Chamkhar de Bumthang. Está construido en el sitio de un templo anterior establecido por el jerarca de Ralung, Yongzin Ngagi Wangchuk (1517–1554) cuando llegó a Bután. Puede considerarse el dzong más grande del país, ya que cuenta con una circunferencia de más de 1 500 metros.

## Etimología
De acuerdo a la leyenda, cuando los lamas se reunieron alrededor de 1549 para seleccionar un ubicación para un monasterio, un gran pájaro blanco se elevó repentinamente en el aire y se posó en el espolón de una colina. Esto se interpretó como un buen augurio, y la colina fue elegida como la localización del monasterio. Byakar Dzong, el nombre del monasterio que ocupaba el lugar actual del dzong puede traducirse como "castillo del pájaro blanco".

## Historia
El dzong fue construido en 1549 por Lam Nagi Wangchuk. La fortaleza desempeñó un papel importante como defensa de todos los dzongkhags orientales de Bután. También se convirtió en la sede del primer rey del país.
En la actualidad, el dzong celebra un festival anual de tres días de duración. Durante este, las personas visten atuendos opulentos y se congregan en el patio de la fortaleza, donde se llevan a cabo bailes de máscaras.

## Arquitectura

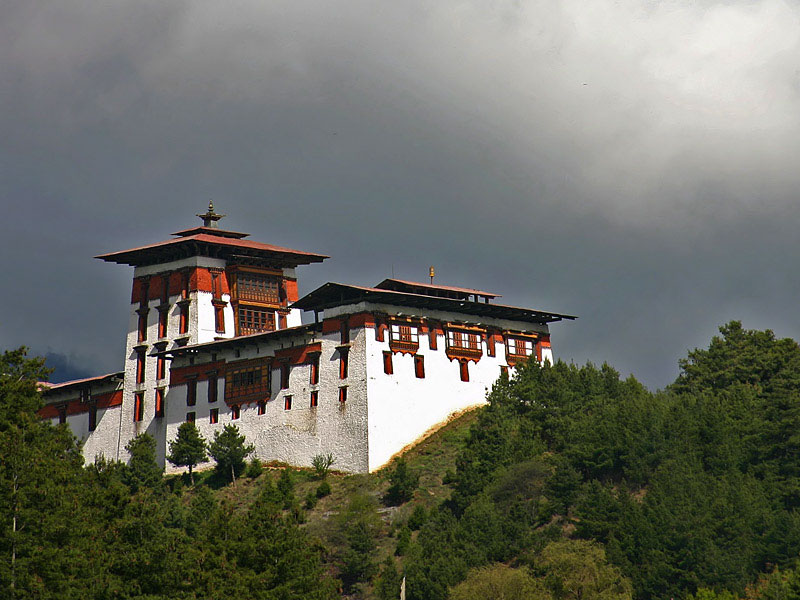
Véase la torre central del dzong (utse) ubicada en una pared exterior.

Una característica diferenciadora del dzong de Jakar es su utse, la torre central de aproximadamente cincuenta metros de altura, que se distingue de la mayoría de los demás dzongs de Bután al estar en una pared exterior. Otra característica única de la construcción es un pasaje protegido, con dos muros paralelos interconectados por torres fortificadas, que daba acceso al agua a la población de la fortaleza en caso de asedio. El suministro de agua sigue intacto en la actualidad.